# Рудой, Игорь Михайлович
И́горь Миха́йлович Рудо́й (укр. Ігор Михайлович Рудий; 29 января 1937, Кочубеев, Хмельницкая область — 5 ноября 1996, Киев) — украинский учёный-агроном, академик УЭАН, председатель «Укрпочвозащиты», заместитель министра агропромышленного комплекса Украины.

## Биография
Родился 29 января 1937 года в с. Кочубеев Хмельницкой области в семье педагогов. Окончил Орининскую среднюю школу с серебряной медалью. В 1961 году окончил Украинскую сельскохозяйственную академию и по собственному желанию направлен в Павлодарскую область Казахстана. В Павлодаре назначен главным агрономом Павлодарского территориального управления. В 24 года был избран депутатом райсовета. Им созданы два хозяйства на орошаемых землях: «Заря» и «Плодоовощной», которые в настоящее время снабжают население Павлодара овоще-плодоягодной продукцией. Для борьбы с ветровой эрозией почв им применена полосная система земледелия с посевами пшеницы и донника, применена безотвальная вспашка и др. Совместно с Институтом зернового хозяйства (г. Шортанды) эти мероприятия были использованы во всей Павлодарской области.
Его послужной список включает работу на ответственных государственных постах: главный агроном совхоза «Рубежовский» Киевской области; главный агроном Киевского областного управления сельского хозяйства (1967—1971); заместитель председателя «Облсельхозтехники» Киевской области (1971—1977); начальник республиканского объединения «Укрсельхозтехника» (1977—1980); заместитель председателя республиканского объединения «Укрсельхозхимия» (1980—1983). С 1984 года, «Укрсельхозхимия» была переименована в республиканское объединение «Укрпочвозащита», в котором Рудой проработал до 1990 года заместителем председателя, а с 1990 по 1993 года — председателем объединения. С 1993 года по 1996 являлся заместителем генерального директора объединения «Земля и люди».
В 1986 году был ликвидатором последствий аварии на Чернобыльской АЭС (первая категория).
Умер 5 ноября 1996 года в Киеве после тяжелой продолжительной болезни. Похоронен на Корчеватском кладбище в Киеве.

## Награды
- Медаль «За трудовое отличие» (1966)
- Бронзовая медаль ВДНХ СССР (1967)
- Юбилейная медаль «За доблестный труд. В ознаменование 100-летия со дня рождения Владимира Ильича Ленина» (1970)
- Медаль «За трудовую доблесть» (1971)
- Орден «Знак Почёта» (1974)
- медаль «В память 1500-летия Киева» (1982)
- Медаль «За участие в ликвидации последствий Чернобыльской аварии» (1986)
- медаль «Ветеран труда» (1989)